# Мендель Гданський
Мендель Гданський — новела польської письменниці Марії Конопницької.
Вперше твір надруковано в «Przeglądzie Literackim» в 1890 році. Безпосередньою передумовою його написання була акція літераторів, організована з приводу антисемітських погромів у Королівстві (ініціаторкою була Еліза Ожешко). Однак текст переріс гуманітарні наміри. Мендель став трагічною постаттю, а його доля — символом лиха людини, що домагається справедливості, а не ласки.
Головний герой — старий мудрий єврей, що сам виховує онука-сироту. Почувши чутки про загрозу погрому в місті, Мендель пояснює годинникарю, примітивному антисеміту, наскільки тісний він відчуває зв'язок із Польщею (він пережив тут роки повстанських боїв і репресій окупантів) і з Варшавою (прізвище «Gdański» було вжито для цензури), де він провів ціле життя, чесно працюючи. Наступного дня п'яний натовп ранить каменем маленького Кубуся Гданського. Сусіди стають на захист Менделя і його онука, рана котрого виявилась не страшною. У Менделі «вмирає серце до цього міста».
Основою драматичного конфлікту є постать Менделя — зовнішні події (пригода онука), що становлять тло і причини його переживань, справжня драма розігрується у психологічній сфері. Мендель не тікає від підлості, він довіряє людям і не вірить у глобальну підлість, а до тих, хто її проявляє, відчуває презирство. Висновки старого єврея дуже життєві, вони дивують простотою мислення і разом з тим свідчать про досконалі знання авторки про описуване середовище.